# شينيسي جونسون
شينيسي جونسون (بالإنجليزية: Shenise Johnson)‏ مواليد 8 ديسمبر 1990 في هنريتا، هي لاعبة كرة سلة أمريكية. بدأت مسيرتها الاحترافية في سنة 2012. تم اختيارها من قبل فريق سان أنطونيو ستارز خلال الدرافت. تلعب مع إنديانا فيفر في دوري الاتحاد الوطني لكرة السلة النسائية كلاعب هجوم خلفي. وتحمل الرقم 42. لعبت مع سان أنطونيو ستارز وانديانا فيفر.

## روابط خارجية
- شينيسي جونسون على موقع الاتحاد الدولي لكرة السلة (الإنجليزية)
- شينيسي جونسون على موقع الاتحاد الوطني لكرة السلة النسائية (الإنجليزية)
- شينيسي جونسون على موقع كرة السلة الأوروبية.كوم (الإنجليزية)
- شينيسي جونسون على موقع كلية كرة السلة في سبورتس رفرنس.كوم (الإنجليزية)
- شينيسي جونسون على موقع بروبوليرز (الإنجليزية)
- شينيسي جونسون على موقع سبورتس رفرنس (الإنجليزية)